# Воєнне
Воєнне (Vojenné) — гірський масив в Словаччині; геоморфологічна підодиниця масиву Кисуцька Верховина.. Найвища точка — гора Мрвова Кикула (994 метри). Місце розташування — Жилінський край.